# Agustín Sierra
Agustín Sierra Romera (Buenos Aires, 23 de septiembre de 1990) es un actor y presentador de televisión argentino. Es reconocido por haber participado en varias telenovelas infantojuveniles como Chiquititas (1999-2001), Rincón de luz (2003), Floricienta (2004-2005), Chiquititas sin fin (2006) y Casi ángeles (2007-2010).

## Biografía
Agustín Sierra Romera nació el 23 de septiembre de 1990 en Buenos Aires. Es hijo de Roberto Sierra y María Adelaida Romera, tiene dos hermanos mayores llamados Roberto y Paula. Durante su infancia, su familia se mudó a la ciudad de Del Viso en el partido de Pilar. A los 7 años, Sierra demostró interés por la actuación cuando conoció a Tomás Yankelevich, quién le ofreció realizar una audición para participar en uno de los proyectos de su madre Cris Morena.

## Carrera profesional
En 1999, Sierra comenzó su carrera actoral a los ocho años, cuando fue descubierto por Cris Morena. Su debut en televisión fue en la telenovela Verano del 98, donde interpretó a Tomás Ibarra en la niñez. A partir de esto, fue seleccionado como uno de los protagonistas para la quinta temporada de Chiquititas (1999-2001), donde personificó a Agustín Maza. De esta manera, Sierra se convirtió en uno de los actores frecuentes para trabajar en los proyectos de Morena, a los cuales le siguieron Rebelde Way en 2002 y Rincón de luz en 2003. Aunque fue su papel como Martín Fritzenwalden en Floricienta (2004-2005) con el cual adquirió mayor visibilidad en el público infantil.
Su siguiente papel fue una participación en Alma pirata (2006) y después apareció como actor invitado en la telenovela Chiquititas sin fin (2006). Luego, en 2007, Sierra asumió el papel de Nacho Pérez Alzamendi en la telenovela juvenil Casi ángeles, que se convirtió en un fenómeno de audiencia y significó uno de los mayores éxitos para todo el elenco, que los llevó a editar varios álbumes de estudio, realizar funciones teatrales y giras musicales en América Latina, Europa y Asia. Tras la finalización de Casi ángeles en 2010, Sierra continuó con su trabajo como actor, pero con papeles más secundarios, que incluyeron participaciones en Historias de corazón (2013) y Aliados (2014).
En 2015, Sierra incursionó en teatro, formando parte de la comedia El club del chamuyo, donde interpretó a Bobby Bravo y además integró el elenco de la obra Chicos católicos, apostólicos y romanos durante dos temporadas. En 2016, tuvo una participación en la serie Jungle Nest (2016) y apareció en el primer capítulo de la telenovela Golpe al corazón (2017). Ese mismo año, Sierra protagonizó las obras teatrales La madre que los parió (2017) y Desesperados (2017-2018). Durante ese tiempo, debutó como presentador en el programa web Fans en vivo transmitido por la plataforma FWTV.
Posteriormente, apareció en un episodio de la serie antológica Rizhoma Hotel (2018). Al año siguiente, Sierra fue convocado por José María Muscari para formar parte del espectáculo Sex, viví tu experiencia que fue estrenado en Gorriti Art Center. Además, realizó una participación especial como Luca en la telenovela Pequeña Victoria (2019). En 2020, Sierra interpretó el rol de Franco en Separadas, pero la telenovela fue cancelada debido a la pandemia de COVID-19. Ese mismo año, adquirió nuevamente una gran exposición pública tras participar del certamen Cantando 2020, del cual resultó ser el ganador luego de conseguir el 53.2% del voto del público en la final del programa.
En 2021, Sierra coprotagonizó la obra teatral Una noche en el hotel en Villa Carlos Paz. Ese mismo año, participó del reality show Showmatch, la academia, donde quedó en segundo lugar tras perder la final contra la bailarina Noelia Marzol. Además, Sierra interpretó el papel del oficial de policía Santiago Córdoba en la telenovela La 1-5/18 (2021-2022). Poco después, protagonizó la comedia teatral La verdad (2022-2023) en el papel de Martín. En 2022, se reveló que Sierra era una de las celebridades participantes del programa ¿Quién es la máscara?, donde se escondía detrás del disfraz de Olaf, el vikingo. En 2023, formó parte del elenco adulto de la telenovela Buenos chicos, donde asumió el rol del médico Pedro Zambrano.
A principios de 2024, retomó su faceta como conductor en el programa Rumis emitido por el canal de streaming La casa, del cual formó parte hasta agosto del mismo año. Luego, abandonó Rumis y pasó a conducir dentro del mismo canal el programa Circuito cerrado. Ese mismo año, Sierra fue nuevamente convocado para participar del programa Cantando 2024, sin embargo, abandonó voluntariamente la competencia el 11 de noviembre para dedicarse a otros proyectos laborales.

## Filmografía

### Cine
| Año  | Título                                  | Papel        | Director        |
| ---- | --------------------------------------- | ------------ | --------------- |
| 2001 | Chiquititas, rincón de luz              | Agustín Maza | José Luis Massa |
| 2014 | Chicos católicos, apostólicos y romanos | Guido        | Juan Paya       |
| 2019 | Te pido un taxi                         | Federico     | Martín Armoya   |

### Televisión
| Año       | Título                 | Papel                 | Notas                             |
| --------- | ---------------------- | --------------------- | --------------------------------- |
| 1999      | Verano del 98          | Tomás Ibarra (niño)   |                                   |
| 1999-2001 | Chiquititas            | Agustín Maza          |                                   |
| 2002      | Rebelde Way            | Nacho                 |                                   |
| 2003      | Rincón de luz          | Lucas Lagos           |                                   |
| 2004-2005 | Floricienta            | Martín Fritzenwalden  |                                   |
| 2006      | Alma pirata            | Agustín               |                                   |
| 2006      | Chiquititas sin fin    | Franco                |                                   |
| 2007-2010 | Casi ángeles           | Nacho Pérez Alzamendi |                                   |
| 2013      | Historias de corazón   | Andrés                | Episodio: «Pompa y circunstancia» |
| 2014      | Aliados                | Tomás García Iturbe   | Voz                               |
| 2016      | Jungle Nest            | Duque                 |                                   |
| 2017      | Golpe al corazón       | Compañero de Rafael   |                                   |
| 2018      | Rizhoma Hotel          | Cristian              | Episodio: «Tesoro»                |
| 2018      | La caída               | Enfermero             |                                   |
| 2019      | Pequeña Victoria       | Luca                  |                                   |
| 2020      | Separadas              | Franco                |                                   |
| 2020-2021 | Cantando 2020          | Participante          | Ganador                           |
| 2021      | Showmatch, la academia | Participante          | Subcampeón                        |
| 2021      | La 1-5/18              | Santiago Córdoba      |                                   |
| 2022      | ¿Quién es la máscara?  | Participante          | 24.to desenmascarado              |
| 2023-2024 | Buenos chicos          | Pedro Zambrano        |                                   |
| 2024      | Cantando 2024          | Participante          | 3.er abandono voluntario          |

### Web
| Año           | Título           | Papel     | Plataforma |
| ------------- | ---------------- | --------- | ---------- |
| 2016-2018     | Fans en vivo     | Conductor | FWTV       |
| 2024          | Rumis            | Conductor | La casa    |
| 2024-presente | Circuito cerrado | Conductor | La casa    |

## Teatro
| Año       | Título                                  | Papel                 | Lugar               |
| --------- | --------------------------------------- | --------------------- | ------------------- |
| 1999-2001 | Chiquititas                             | Agustín Maza          | Teatro Gran Rex     |
| 2003-2004 | Rincón de luz                           | Lucas Lagos           | Teatro Gran Rex     |
| 2004-2005 | Floricienta                             | Martín Fritzenwalden  | Teatro Gran Rex     |
| 2007-2010 | Casi ángeles                            | Nacho Pérez Alzamendi | Teatro Gran Rex     |
| 2015      | El club del chamuyo                     | Bobby Bravo           | Teatro Porteño      |
| 2015-2016 | Chicos católicos, apostólicos y romanos | Guido                 | Teatro Metropolitan |
| 2017      | La madre que los parió                  | Ricky                 | Teatro Metropolitan |
| 2017-2018 | Desesperados                            | Varios                | Teatro Buenos Aires |
| 2019-2021 | Sex, viví tu experiencia                | Él mismo              | Gorriti Art Center  |
| 2021-2022 | Una noche en el hotel                   | Rafael                | Teatro del Lago     |
| 2022-2023 | La verdad                               | Martín                | Teatro Politeama    |

## Premios y nominaciones
| Año  | Organización               | Categoría                               | Trabajo               | Resultado | Ref(s) |
| ---- | -------------------------- | --------------------------------------- | --------------------- | --------- | ------ |
| 2020 | Premios Los Más Clickeados | Famosos con más popularidad en internet | Él mismo              | Ganador   | [ 32 ] |
| 2021 | Premios Los Más Clickeados | Famosos con más popularidad en internet | Él mismo              | Ganador   | [ 33 ] |
| 2022 | Premios Carlos             | Revelación de la temporada              | Una noche en el hotel | Nominado  | [ 34 ] |